# 南本宿町

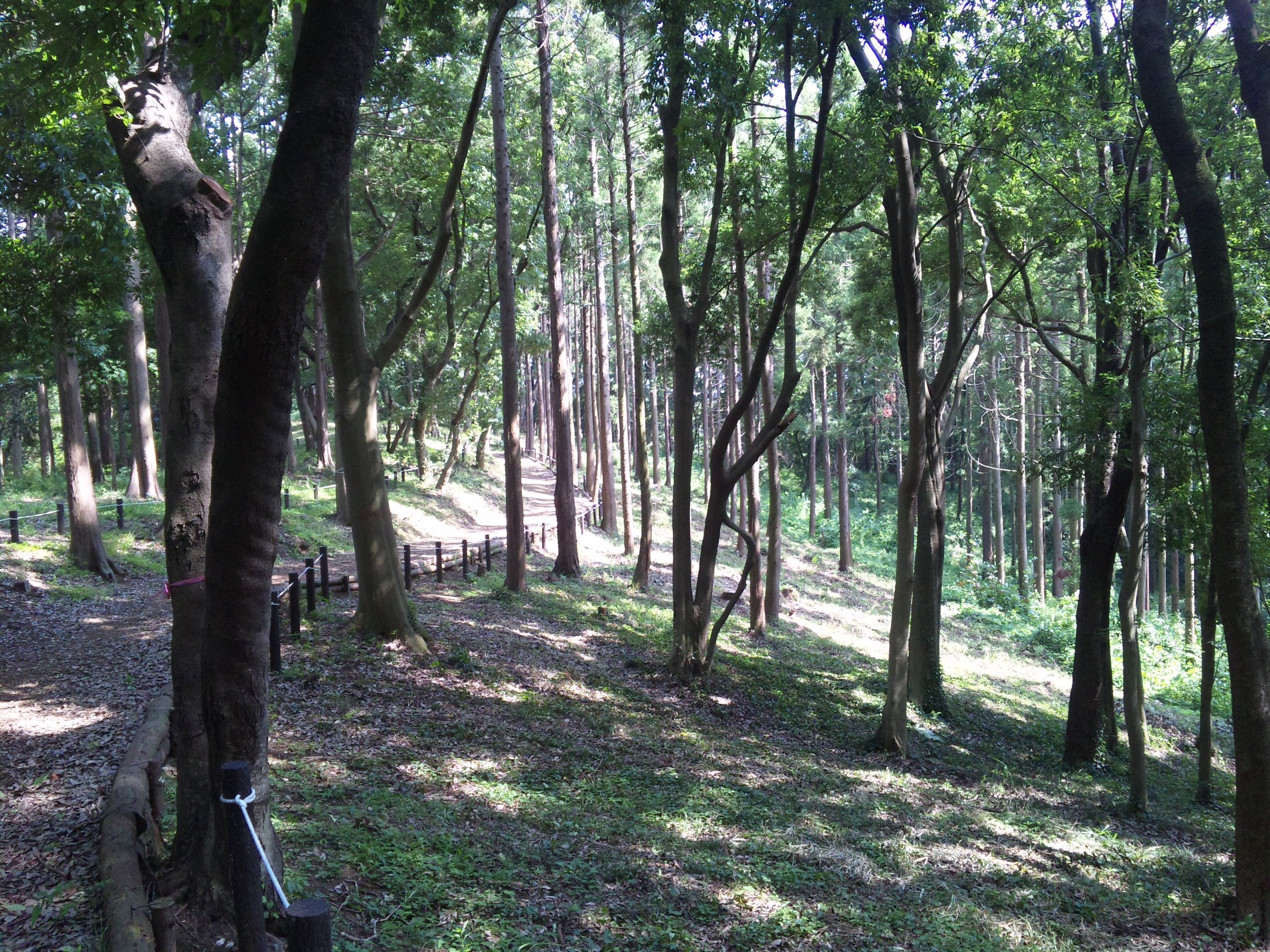
南本宿市民の森

南本宿町（みなみほんじゅくちょう）は、横浜市旭区の町名。丁番を持たない単独町名である。住居表示未実施。

## 歴史

### 沿革
旧保土ケ谷区二俣川町・小高町の一部にあたる地域で、1962年の地番整理により新設された。地名は、本宿町の南に位置することから。1969年10月1日に、行政区再編により旭区に編入される。1974年には保土ヶ谷バイパスが開通し、町内に南本宿インターチェンジが開設された。

## 地価
住宅地の地価は、2025年（令和7年）1月1日の公示地価によれば、南本宿町89番48の地点で18万2000円/m²となっている。

## 世帯数と人口
2025年（令和7年）6月30日現在（横浜市発表）の世帯数と人口は以下の通りである。
| 町丁     | 世帯数    | 人口    |
| -------- | --------- | ------- |
| 南本宿町 | 2,230世帯 | 5,052人 |

### 人口の変遷
国勢調査による人口の推移。秘匿地域である大池町の数字と合算されている。
| 年                 | 人口  |
| ------------------ | ----- |
| 1995年（平成7年）  | 3,806 |
| 2000年（平成12年） | 4,396 |
| 2005年（平成17年） | 4,663 |
| 2010年（平成22年） | 4,712 |
| 2015年（平成27年） | 4,912 |
| 2020年（令和2年）  | 5,015 |

### 世帯数の変遷
国勢調査による世帯数の推移。秘匿地域である大池町の数字と合算されている。
| 年                 | 世帯数 |
| ------------------ | ------ |
| 1995年（平成7年）  | 1,405  |
| 2000年（平成12年） | 1,635  |
| 2005年（平成17年） | 1,698  |
| 2010年（平成22年） | 1,720  |
| 2015年（平成27年） | 1,810  |
| 2020年（令和2年）  | 1,897  |

## 学区
市立小・中学校に通う場合、学区は以下の通りとなる（2024年11月時点）。
| 番・番地等 | 小学校               | 中学校                 |
| ---------- | -------------------- | ---------------------- |
| 全域       | 横浜市立南本宿小学校 | 横浜市立万騎が原中学校 |

## 事業所
2021年（令和3年）現在の経済センサス調査による事業所数と従業員数は以下の通りである。
| 町丁     | 事業所数  | 従業員数 |
| -------- | --------- | -------- |
| 南本宿町 | 150事業所 | 1,640人  |

### 事業者数の変遷
経済センサスによる事業所数の推移。
| 年                 | 事業者数 |
| ------------------ | -------- |
| 2016年（平成28年） | 158      |
| 2021年（令和3年）  | 150      |

### 従業員数の変遷
経済センサスによる従業員数の推移。
| 年                 | 従業員数 |
| ------------------ | -------- |
| 2016年（平成28年） | 1,742    |
| 2021年（令和3年）  | 1,640    |

## 施設
- 旭消防署南本宿出張所
- 南本宿公園
- 横浜市立南本宿小学校

## その他

### 日本郵便
- 郵便番号 : 241-0833[3]（集配局：横浜旭郵便局[17]）

### 警察
町内の警察の管轄区域は以下の通りである。
| 番・番地等 | 警察署   | 交番・駐在所   |
| ---------- | -------- | -------------- |
| 全域       | 旭警察署 | 南希望が丘交番 |

## 参考資料
- 『県別マップル 神奈川県広域・詳細道路地図』2006年4刷 昭文社 ISBN 9784398626998
- ちず丸（昭文社）2011年2月4日閲覧
- “横浜市町区域要覧” (PDF).   横浜市市民局 (2016年6月). 2023年6月6日閲覧。 “横浜市町区域要覧”